# Della Rovere
Della Rovere byla italská šlechtická rodina. Vzešla ze skromných poměrů v italské Savoně. Díky nepotismu a výhodným sňatkům získala velký majetek a vliv. Z rodu pocházeli dva papežové – Sixtus IV., na jehož příkaz byla vystavěna Sixtinská kaple, a Julius II.
Poslední nositelkou jména rodiny byla toskánská velkovévodkyně Viktorie della Rovere (1622–1694), jediné dítě svého otce, Federica Ubalda. Provdala se za Ferdinanda II. Medicejského.

## Papežové z rodu Della Rovere
- Sixtus IV., vlastním jménem Francesco della Rovere (1414–1484)
- Julius II., vlastním jménem Giuliano della Rovere (1443–1513)